# She Married Her Boss
She Married Her Boss is een Amerikaanse filmkomedie uit 1935 onder regie van Gregory La Cava. Destijds werd de film in Nederland uitgebracht onder de titel Ze trouwt haar baas.

## Verhaal
Julie Scott is de secretaresse van een New Yorkse warenhuisdirecteur. Ze trouwt met haar baas, maar ze komt er al vlug achter dat samenleven met hem geen pretje is. Vooral zijn verwende dochter baart Julie veel kopzorgen.

## Rolverdeling
| Acteur              | Personage        |
| ------------------- | ---------------- |
| Claudette Colbert   | Julie Scott      |
| Melvyn Douglas      | Richard Barclay  |
| Michael Bartlett    | Lennie Rogers    |
| Raymond Walburn     | Franklin         |
| Jean Dixon          | Martha Pryor     |
| Katharine Alexander | Gertrude Barclay |
| Edith Fellows       | Annabel Barclay  |
| Clara Kimball Young | Parsons          |
| Grace Hayle         | Agnes Mayo       |
| Charles Arnt        | Victor Jessup    |